# 拉蒂尔巴勒
拉蒂尔巴勒（法語：La Turballe，法語發音：[la tyʁbal]）是法国大西洋卢瓦尔省的一个市镇，位于该省西部，大西洋沿岸，属于圣纳泽尔区。

## 地理
拉蒂尔巴勒（47°20'44"N, 2°30'24"W）面积18.53 平方千米，位于法国卢瓦尔河地区大区大西洋卢瓦尔省，该省份为法国西北部沿海省份，位于布列塔尼半岛东南部，北起伊勒-维莱讷省，西北接莫尔比昂省，西临大西洋，南至旺代省，东临曼恩-卢瓦尔省。
与拉蒂尔巴勒接壤的市镇（或旧市镇、城区）包括：梅斯凯尔、盖朗德、滨海皮里亚克、圣莫尔夫。

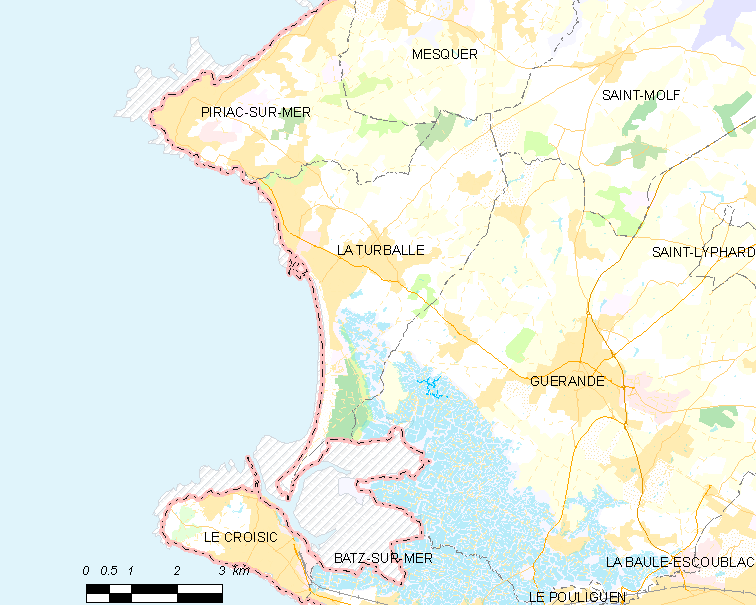
拉蒂尔巴勒的OSM定位图

拉蒂尔巴勒的时区为UTC+01:00、UTC+02:00（夏令时）。

## 行政
拉蒂尔巴勒的邮政编码为44420，INSEE市镇编码为44211。

## 政治
拉蒂尔巴勒所属的省级选区为盖朗德县。

## 人口

1962-2008年间拉蒂尔巴勒人口变化图示

拉蒂尔巴勒于2022年1月1日时的人口数量为4862人。